# Batulao
Batulao es un estratovolcán inactivo de la región filipina de Calabarzón, en la isla de Luzón. Se encuentra al noroeste de la provincia de Batangas y sirve de frontera con la de Cavite.

## Descripción
El monte está situado en la isla de Luzón, al noroeste de la provincia de Batangas, a la que le sirve como frontera con la de Cavite. Aparece descrito en el primer volumen del Diccionario geográfico, estadístico, histórico de las Islas Filipinas (1850) de Manuel Buzeta Núñez y Felipe Bravo con las siguientes palabras:

BATULAO: monte en la isla de Luzon, prov. de Batangas: hállase su cumbre hácia los 124° 28' long., y los 14° 3' lat.; es un desprendimiento de la fragosa cordillera de montañas, que divide las prov. de Cavite y Batangas, sobre la Laguna de Taal ó de Bombon. Hállase poblado de arbolado de todas clases, y de abundante caza mayor y menor, siendo las mas comun entre aquella, los javalies y venados, y las tórtolas, gallos, y otra multitud de aves.
(Buzeta y Bravo, 1850, p. 373)